# تروریسم در استرالیا
تروریسم در استرالیا (انگلیسی: Terrorism in Australia) همزمان با فعالیت‌های دولت استرالیا علیه تهدید تروریسم رابطه داشته‌است. در سال ۲۰۰۴ دولت استرالیا تشخیص داد که تردد تروریسم به عنوان یک تهدید برای استرالیا و شهروندان استرالیا و سایر کشورها به حساب می‌آید. استرالیا تجربه عمل تروریسم مدرن را از دهه ۱۹۶۰ دارد، زمانیکه پارلمان فدرال، در سال‌های ۱۹۷۰، قوانین جدید را به‌طور خاص در رابطه با تروریسم به تصویب رساند. تروریسم به عنوان یک عمل یا تهدیدی که باعث ایجاد یک ضرر یا اختلاف کرده و آن عمل با قصد و نیت سیاسی، مذهبی یا ایدئولوژیکی انجام شود یا تهدید به انجام کند، تعریف می‌شود.

## عملیاتهای تروریستی در استرالیا
تعدادی از حملات تروریستی که در استرالیا رخ داده‌است:

### نبرد تپه شکسته ۱۹۱۵
دو مرد قبل از اینکه توسط پلیس به قتل برسند، با تیراندازی ۴ نفر را کشته و ۷ نفر دیگر را زخمی کردند. در زمان عملیات آنها پرچم امپراطوری عثمانی و بعداً پرچم ترکیه را بلند کرده بودند. هیچ‌کدام از دو نفر از اعضای نیروهای مسلح رسمی نبودند. آنها مسلمان و از بخش مستعمره هند که همان پاکستان فعلی است بودند. (بعضی از منابع به اشتباه آنها را از ترکیه قلمداد کرده‌اند)

### بمبگذاری آژانس توریستی و تجارت یوگسلاوی در سیدنی ۱۹۷۲
در ۱۶ سپتامبر ۱۹۷۲ یک بمب در آژانس توریستی و تجارت یوگسلاوی در سیدنی منفجر شد که ۱۶ نفر مجروح شدند. انجام دهنده این عملیات گفته شد که از جدایی طلبان کرواسی بوده‌اند.

### بمبگذاری هتل هیلتون سیدند ۱۹۷۸
در ۱۳ فوریه ۱۹۷۸ یک بمب در خارج از هتل هیلتون سیدنی منفجر شد که در آن جلسه کشورهای مشترک‌المنافع برگزار می‌شد. دو کارگر شهرداری و یک افسر پلیس کشته و ۱۱۲ نفر دیگر زخمی شدند.

### تهاجم به دادگاه خانواده استرالیا ۱۹۸۰–۱۹۸۵
در ۲۳ ژوئن ۱۹۸۰، دیوید اوپاس، قاضی دادگاه خانواده در خارج از خانه‌اش با شلیک کشته شد. در مارس ۱۹۸۴ یک بمب خانه قاضی ریجارد گی را تخریب کرد. در آوریل یک بمب در ساختمان دادگاه خانواده در پاراماتا منفجر شد. در ژوئیه همسر قاضی ری واتسون با انفجار یک بمب در درب خانه‌اش کشته شد. در ژوئیه ۱۹۸۵ انفجار یک بمب در ساختمان شهادت یهودیان وزیر گراهام ویکس را کشت.

### قتل کنسول ترکیه در سیدنی ۱۹۸۰
در ۱۷ دسامبر ۱۹۸۰ شاریک آریاک کنسول ترکیه و منشی وی انگین سور توسط دو موتور سوار در سیدنی با اسلحه گرم به قتل رسیدند. کماندوهای عدالت نژاد ارمنی مسؤلیت آنرا بعهده گرفتند.

### جک وان تونگرن و ANM ۱۹۸۰ تا ۲۰۰۴
در سالهای ۱۹۸۰، نئو نازی‌های استرالیای غربی، جنبش ناسیونال استرالیا، که توسط جکوان تونگرن رهبری می‌شد دست به یکسری بمبگذاری در رستوران‌های آسیایی و محل‌های تجاری و ایجاد خشونت‌های سیاسی، تهدید به قتل افراد مشکوک با هدف مرعوب کردن جمعیت آسیایی زدند. جکوان تونگرن تا سال ۲۰۰۰ در زندان بود و بعد از آزادی از زندان مجدداً به فعالیت‌های خود دامه داد تا اینکه مجدداً در سال ۲۰۰۴ دستگیر شد.

### بمبگذاری کنسولگری اسرائیل و کلوپ هاکوچ ۱۹۸۲
در ۲۳ دسامبر ۱۹۸۲ بمبگذاری کنسولگری اسرائیل و کلوپ هاکوچ انجام شد. دو بمب در یک روز با اختلاف ۵ ساعت از یکدیگر منجر شدند.

### بمبگذاری کنسولگری ترکیه ۱۹۸۶
در ۲۳ نوامبر ۱۹۸۶ یک بمب در کنسولگری ترکیه در ملبورن منفجر شد. یک خودروی انفجاری در پارکینگ نزدیک کنسولگری ترکیه در جنوب یارا ویکتوریا منجر شد که منجر به کشته شدن بمبگذار که نتوانست بمب را به‌درستی کار بگذارد شد. یک شهروند سیدنی در ارتباط با اتحادیه انقلابی ارمنی‌ها بازداشت شد و برای ۱۰ سال زندان بود.

### بمبگذاری کنسولگری فرانسه ۱۹۹۵
در سال ۱۹۹۵ بمب آتش زا در کنسولگری فرانسه در پرت منفجر شد.

### تهاجم با چاقو در تپه اندیور ۲۰۱۴
در ۲۳ سپتامبر ۲۰۱۴ یک جوان ۱۸ ساله به نام نومان حیدر، توسط تیراندازی پلیس در خارج از ایستگاه پلیس تپه اندیور کشته شد. لوک کونیلوییوس از پلیس ملکه گفت که حیدر قصد داشت برای برخی اختلافات به ایستگاه پلیس بیاید وقتی دو پلیس برای ملاقات با وی رفتند او با چاقو به آنها حمله کرده و آنها را مجروح می‌کند که از وی دو چاقو و یک پرچم داعش کشف شد.

### بحران گروگانگیری سیدنی ۲۰۱۴
در ۱۵ دسامبر ۲۰۱۴، فردی بنام هارون مونس که خود را مسلمان اعلام کرد، ۱۷ نفر را در یک کافه شکلات در سیدنی به گروگان گرفت. او گروگان‌ها را وادار کرد که پرچم داعش را در پنجره کافه بلند کنند. در ساعت اولیه روز ۱۶ سپتامبر پلیس وارد کافه شده و هارون مونس را مورد هدف قرار دادـ در این درگیری، دو نفر از گروگان‌ها کشته و یک پلیس و سه گروگان نیز مجروح شدند. در ابتدای کار دولت استرالیا این واقعه را به عنوان عملیات تروریستی قلمداد نکرد ولی بعد از اینکه پلیس مجبور شد که با زور وارد شود آنرا عمل تروریستی نامید. یک متخصص امور تروریسم این عمل را گرگ تنها که برای جلب توجه دست به این عمل زده‌است توصیف کرد. نظریه دیگری این بود که این تهاجم با نسل اول و نسل دوم عملیات‌های تروریستی بسیار متفاوت بود ولی یک عمل تروریستی غیرقابل پیش‌بینی بود.

### تیراندازی پاراماتا ۲۰۱۵
در ۲ اکتبر سال ۲۰۱۵ یک پسر ۱۵ ساله کرد عراقی که در ایران متولد شده بود یک مرد ۵۸ ساله را که برای نیروهای پلیس ویلز جنوبی کار می‌کرد را در خارج از ایستگاه پلیس پاراماتا با تیراندازی به‌قتل رساند. پسر بچه بطرف نیروهای ویژه حفاظت ساختمان آتش باز کرد که توسط آنها کشته شد.

### تهاجم با چاقو مینتو سپتامبر ۲۰۱۶
در ۱۰ سپتامبر ۲۰۱۶ یک مرد در پارک مینتو در جنوب ویلز مورد تهاجم قرار گرفت. وی با چاقو در ناحیه مختلف بدن مورد اصابت قرار گرفته بود.

### تهاجم با چاقو در کویین بایان آوریل ۲۰۱۷
در ۷ آوریل ۲۰۱۷ دو پسر بچه ۱۵ و ۱۶ ساله وارد یک سرویس عمومی شده و یک مرد ۲۹ ساله پاکستانی بنام زیشان اکبر را با چاقو مورد ضرب و شتم قرار می‌دهند که وی در صحنه به‌قتل رسید.

### محاصره بریگتون ژوئن ۲۰۱۷
در ۵ ژوئن ۲۰۱۷ یک مرد ۲۹ ساله متولد سومالی یعقوب خایره در یک ساختمان در حوالی بریگتون در ملبورن فردی بنام کلکر کای هاو را به‌قتل رسانده و همسر وی اسکورت را به گروگان گرفت، او با پلیس و مطبوعات تماس گرفت. پلیس وارد شده و در تیراندازی یعقوب کشته شد و سه پلیس زخمی شدند. یعقوب از اعضای داعش و القاعده بود.

### توطئه حمله به فرودگاه سیدنی ژوئن ۲۰۱۷
در ۳۰ ژوئیه ۲۰۱۷ پلیس استرالیا گفت که توطئه ساقط کردن یک هواپیما را خنثی کرده‌است، و در این رابطه ۴ نفر دستگیر شدند که بخشی از این عملیات خنثی سازی بودند. پلیس گفت که آنها قصد بمبگذاری داشتند. بدنبال این واقعه در فرودگاه استرالیا اقدامات امنیتی تشدید شد. پلیس گفت که ما بر این باور هستیم که آنها تروریسم اسلامی هستند.